# Dalaman
Dalaman es un distrito, así como la ciudad central de ese distrito, situado en la costa suroeste de Turquía, en la provincia de Muğla.
Dalaman Corriente ( Dalaman çayı ) forma la mayor parte de la frontera occidental del distrito , donde sus vecinos son Köyceğiz y Ortaca. La ciudad de Dalaman se encuentra en la llanura costera , mientras que el resto del distrito - hacia el Distrito de Fethiye en la costa y hacia las altas montañas de la frontera norte de la provincia de Denizli - es la montaña, dominada por los valles de los afluentes orientales del Dalaman Stream .
El aeropuerto de Dalaman se encuentra a 5 km al sur de la ciudad . Aparte de las actividades de aviación , Dalaman es sede de una de las mayores cárceles abiertas de Turquía , donde los presos menos peligrosos que se envían como parte de su programa de rehabilitación . Una granja estatal está presente en Dalaman. La agricultura, en particular los cítricos, desempeña un papel importante en la economía local, ya que está situada en una fértil llanura al nivel del mar.

## Clima
Dalaman tiene un clima mediterráneo caliente. Los veranos son largos y secos , mientras que los inviernos son cortos y fríos . Dalaman es un lugar muy soleado durante todo el año.